# Стереопара
Стереопара — пара плоских зображень одного і того ж об'єкта (сюжету), що має відмінності між зображеннями, покликані створити ефект об'єму. 
Ефект виникає в силу того, що розташовані на різній відстані від спостерігача частини сюжету при перегляді з різних точок (відповідних правому та лівому оку) мають різне кутове зміщення (паралакс). При розгляданні стереопари таким чином, щоб кожне око сприймало тільки зображення, призначене для нього, створюється ілюзія спостереження об'ємної картини (див. бінокулярний зір). 
Стереопари застосовують для демонстрації просторових зображень об'єктів у стереоскопічному кіно, стереофотографії, стереоскопічному телебаченні, системах віртуальної реальності і в наукових цілях. 

## Варіанти стереопар

### Горизонтальна стереопара (Side-by-side)
Як правило, класична стереопара являє собою два зображення, розташовані горизонтально поруч один з одним на відстані, звичайно відповідній міжзіницевій відстані очей людини. 

#### Паралельна стереопара
Ліве зображення призначене для лівого ока, а праве зображення — для правого. 
Для розглядання такої стереопари доводиться напрямок погляду очей розташовувати паралельно, як якщо б ми спостерігали дуже віддалений об'єкт, що потребує спеціальних зусиль при розгляданні стереопар. 

#### Перехресна стереопара
Ліве зображення призначене для правого ока, а праве зображення — для лівого. 
Для розглядання такої стереопари доводиться схрещувати очі, як якщо б ми спостерігали дуже близький об'єкт, що простіше, ніж при розгляданні паралельних стереопар. 

### Вертикальна стереопара (Above/Below)
являє собою два зображення, розташовані один над одним. Перегляд можливий тільки в спеціальному плеєрі, перетворюючий зображення для перегляду з будь-яким типом стерео-окулярів. 

### Чотирьохстороння стереопара (Interlaced)
У парні рядки вертикальної розгортки записується зображення одного ракурсу, а у непарні — іншого. При такому методі пропадає половина вертикальної розільної здатності у кожного ракурсу, тобто роздільна здатність фільму змінюється, наприклад, з 720х480 до 720х240 точок на дюйм. 

### Анагліф (Anaglyph)
Зображення одного ракурсу пропускається через один світлофільтр, а зображення іншого ракурсу — через інший. Перегляд стереозображення можливий через стерео-окуляри c кольоровими скельцями, відповідними за кольором світлофільтрів. 

### Поляризаційний метод
Використовує пасивну поляризацію (поляризаційні фільтри на джерелі зображення і в окулярах), потрібен стерео монітор або два проектори та металізований екран. 

### Пейдж фліп (Page-flip)
Зображення одного ракурсу виводяться в парних кадрах, а зображення іншого ракурсу — в непарних. Перегляд стереозображення можливий через стерео-окуляри c РК-затворами закриваються поперемінно для лівого та правого ока в такт кадрам. 

## Створення стереопари
Стереопари можна отримати за допомогою пари реєструючих пристроїв, що працюють одночасно (в залежності від завдання це можуть бути фото-або відеокамери, кінознімальні апарати, передавальні телевізійні трубки і т. д.). Існують також спеціальні приставки для об'єктивів традиційних кіно-і фотоапаратів. Також стереопара може бути сформована з використанням комп'ютерної графіки за допомогою програм тривимірного моделювання при завданні двох точок спостереження. 
Стереопари для нерухомих об'єктів можна одержувати без спеціальних пристроїв, за допомогою одного фотоапарата або мобільного телефону з камерою. Для цього потрібно зробити 2 кадри, змістившись на деяку відстань. Потім потрібно обидва кадру з'єднати на комп'ютері в один графічний файл, так щоб праве зображення було зліва, а ліве — праворуч. Тоді перегляд можливий без спеціальних окулярів на екрані, це називається перехресна стереопара (див. вище). Ефект можна посилювати, якщо знімати різні фото не на відстані 6 см, що відповідає відстані між очима, а зробити різницю більшою. Тоді глибина простору буде більш відчутною, особливо для пейзажів, вони стануть виглядати як мініатюрні макети. 